# Rugazi
Rugazi est une commune de la province de Bubanza au nord-ouest du Burundi. S'y trouve la localité de Kinama.

## Population
En 2021, la localité comptait 57 881 habitants selon l'ISTEEBU.